# شورس (نوادا)
شورس، نوادا (به انگلیسی: Schurz, Nevada) یک سکونتگاه مسکونی در ایالات متحده آمریکا است که در نوادا واقع شده‌است.

## خصوصیات
شورس ۱۵۶٫۶ کیلومترمربع مساحت و ۶۵۸ نفر جمعیت دارد و ۱٬۲۵۸ متر بالاتر از سطح دریا واقع شده‌است.